# Viorica Susanu
Viorica Susanu (n. 29 octombrie 1975, Galați, România) este o canotoare română, laureată cu aur la Sydney 2000, Atena 2004 și Beijing 2008.
Este legitimată la C.S. Dinamo București.
În 2012, după JO de la Londra s-a retras din activitatea sportivă devenind instructor sportiv la Clubul Dinamo, pentru a coordona secțiile de kaiac-canoe, natație, tir și gimnastică.

## Palmares
Este multiplă campioană olimpică și mondială, la proba de 8+1 și la proba de 2 rame alături de Georgeta Damian-Andrunache.
Olimpiade
- 2000: JO Sydney, aur la 8+1
- 2004: JO Atena, aur la 2 rame și 8+1
- 2008: JO Beijing, aur la 2 rame
- 2008: JO Beijing, bronz la 8+1

Campionate mondiale
- 1997: Franța, lac d'Aiguebellette, aur la 8+1
- 1997: Franța, lac d'Aiguebellette, bronz la 2+1 vâsle
- 1998: Germania, Köln, aur la 8+1
- 1999: Canada, St. Catharines, aur la 8+1
- 2001: Elveția, Lucerna, aur la 2 rame
- 2001: Elveția, Lucerna, argint la 8+1
- 2002: Spania, Sevilla, aur la 2 rame
- 2003: Italia, Milano, argint la 8+1
- 2003: Italia, Milano, bronz la 2 rame
- 2007: Germania, München, argint la 8+1
- 2007: Germania, München, bronz la 2 rame

2008
- Locul 1 la 8+1 la etapa de Cupă Mondială de la Poznan
- Locul 3 la 2 rame la etapa de Cupă Mondială de la Poznan
- Locul 3 la 8+1 la München.

## Distincții
- Ordinul Național „Steaua României” în grad de Cavaler (27 august 2008) [8]